# Rugby union
Rugby union är en variant av rugby, och utvecklades i England under tidigt 1800-tal. En regel som skiljer rugby union från rugby league är att medan man är 15 spelare per lag i union är man 13 spelare per lag i league. En gång i tiden handlade rugby union om amatöridrott, innan dessa bestämmelser avskaffades 1995. Den första landskampen spelades den 27 mars 1871 mellan England och Skottland.
Spelet är populärt i Australien, Argentina, Kanada, England, Fiji, Frankrike, Georgien, Irland, Italien, Japan, Nya Zeeland, Rumänien, Samoa, Skottland, Sydafrika, Namibia, Tonga och Wales. Det finns också en lång tradition, om än som mindre sport, i USA, Sri Lanka, Indien, Singapore, Malaysia, Paraguay, Uruguay, Chile, Nederländerna, Belgien, Ryssland, Moldavien, Portugal, Spanien och flera afrikanska länder. Till exempel vann USA guld vid OS 1924.

## Historia
Enligt en legend skapad 1895 skall Rugby ha uppkommit under en tidig fotbollsmatch år 1823 i staden Rugby. Spelaren Webb Ellis skulle enligt denna legend ha tagit upp bollen med händerna och sprungit vidare med den. Sanningshalten i detta kan ifrågasättas, men legenden är ett faktum. Dock skulle detta ha inträffat 35 år före den vanliga fotbollen fått sina första regler eller The Sheffield Rules från 1858 (på vilka FAs och senare FIFAs regelverk har byggts upp på). 
Rugbyspelet blev populärt bland delar av Londons överklass. Men spelet blev också populärt i delar av norra England. År 1895 bröt sig många av de nordliga rugbyklubbarna sig ur det engelska rugbyförbundet och bildade vad som initialt kallades "The Northern Union" . Orsaken var att överklassen i London som spelade spelet inte drabbades av ekonomiska problem vid skador och man höll amatörismen högt. Men i norr var andelen arbetare bland rugbyspelarna betydligt högre än i London. Och de behövde i det minsta ersättning för löneavdrag i samband med skador. Den norra unionen, som snart blev professionell, fick namnet Rugby League. För att öka sina intäkter behövde Rugby League populariseras. Ett mer sevärt spel skulle dra fler betalande åskådare och på så vis skulle spelarna kunna avlönas. Den första regeländringen var att minska antalet spelare per lag från 15 till 13. Senare har en lång rad förändringar inom Rugby League orsakat att skillnaden jämfört med Rugby Union ökat avsevärt. Rugby Union behöll sin amatörism. Detta blev med tiden problematiskt för Rugby Union, eftersom bra Rugby Union spelare allt oftare bytte sport till Rugby League. Amatörismen som länge präglade Rugby Union fick med tiden överges.